# 仁和镇 (潢川县)
仁和镇，是中华人民共和国河南省信阳市潢川县下辖的一个乡镇级行政单位。

## 行政区划
仁和镇下辖以下地区：
新街村、仁和村、四里村、连岗村、板岗村、冯大塘村、凌集村、杨楼村、黄岗村、大岗村、蔡寺村、瓦房村、谈围村、亚港村和黄营村。